# Zoran Filipović
Zoran Filipović (Зоран Филиповић) (Titograd, Montenegro, Iugoslàvia, 6 de febrer de 1953) fou un futbolista i entrenador montenegrí.
Com a jugador destacà a l'Estrella Roja de Belgrad, on romangué deu temporades (1970-1980) amb un total de 477 partits oficials i 302 gols (a totes les categories). Posteriorment jugà al Club Brugge a Bèlgica i a diversos clubs portuguesos, al Benfica (1981-1984, 28 gols en 54 partits de lliga) i al Boavista FC (1984-1986). Amb la selecció de Iugoslàvia només disputà 13 partits on marcà 2 gols.
Començà com a entrenador a diversos clubs de Portugal, essent més tard assistent a la selecció de futbol de Sèrbia i Montenegro de la Copa del Món de Futbol 1998 de Slobodan Santrač, assistent a la UC Sampdoria de Vujadin Boškov, primer entrenador de l'Estrella Roja de Belgrad i de la selecció de futbol de Montenegro.

## Palmarès
Com a jugardor
- SL Benfica
  - Lliga portuguesa de futbol: 1982/83 i 1983/84
  - Copa portuguesa de futbol:1982/83
  - Torneig de Toronto: 1982/83
  - Taça Ibérica: 1983
  - Torneio de Lisboa: 1983/84
- Estrella Roja de Belgrad
  - Lliga iugoslava de futbol: 1972/73, 1976/77, 1979/80
  - Copa iugoslava de futbol: 1976/77
  - Màxim golejador de la lliga iugoslava de futbol: 1976-77

Com a entrenador
- SL Benfica Entrenador/Entrenador assistent:
  - Copa portuguesa de futbol: 1995/96